# Kenneth E. Hagin
Kenneth E. Hagin, född 20 augusti 1917 i McKinney, Texas, död 19 september 2003 i Tulsa, Oklahoma, var en amerikansk predikant. Hans församling Rhema Bible Church, som numera drivs av hans son Kenneth Hagin Jr, är belägen i Tulsa, Oklahoma. Ulf Ekman bedrev bibelstudier hos Kenneth Hagin innan han grundade Livets Ord i Uppsala. Hagin var teologiskt kontroversiell på grund av sina influenser från E.W. Kenyon (källa: Allt är inte Gud som glimmar, Sven Reichmann.

## Böcker på svenska
- Helandet tillhör oss. Herrljunga: Interskrift. 1982. ISBN 91-7336-263-8
- Namnet Jesus. Uppsala: Livets Ord. 1986. ISBN 91-7866-041-6
- Ett studium kring ande, själ och kropp. Uppsala: Livets Ord. 1986
- Du kan få det du säger. Uppsala: Livets Ord. 1986. ISBN 91-7866-027-0
- Den troendes auktoritet. Uppsala: Livets Ord. 1990. ISBN 91-7866-152-8
- Varför tungotal. Falun: Agape. 1993. ISBN 91-630-1533-1